# 薩金特布拉夫 (愛荷華州)
薩金特布拉夫（英語：Sergeant Bluff）是一個位於美國愛荷華州伍德伯里縣的城市。

## 地理
薩金特布拉夫的座標為42°24′07″N 95°21′30″W / 42.40194°N 95.35833°W，而該地的平均海拔高度為333米（即1093英尺）。

## 人口
根據2010年美國人口普查的數據，薩金特布拉夫的面積為5.46平方千米，當中陸地面積為5.46平方千米，而水域面積為0.00平方千米。當地共有人口4227人，而人口密度為每平方千米774人。